# Cerro de la Bufa
El cerro de la Bufa es una reconocida elevación ubicada al este del centro histórico de la ciudad de Zacatecas, famosa por librarse en ella una importante batalla de la Revolución Mexicana: la Toma de Zacatecas, ocurrida el 23 de junio de 1914. También el cerro es reconocido como Patrimonio Mundial de la Humanidad, al formar parte de la Ruta Wixárika por los Sitios Sagrados hasta Wirikuta, siendo para el pueblo wixárika, un sitio sagrado en su cosmovisión. 

## Nombre
Existen varias versiones del origen del nombre. Una de ellas y la más conocida dice que el nombre de Cerro de la Bufa fue bautizado por Juan de Tolosa con ese nombre. También se dice que le puso Mina Descubridora de Montserrate, por su parecido con el macizo de Montserrat, que visitó en Cataluña antes de viajar hacia América. También se tiene la tradición de que Bufa que es una palabra de origen aragonés que quiere decir vejiga de cerdo, ya que le fue encontrada esa forma parecida.

## Datos generales

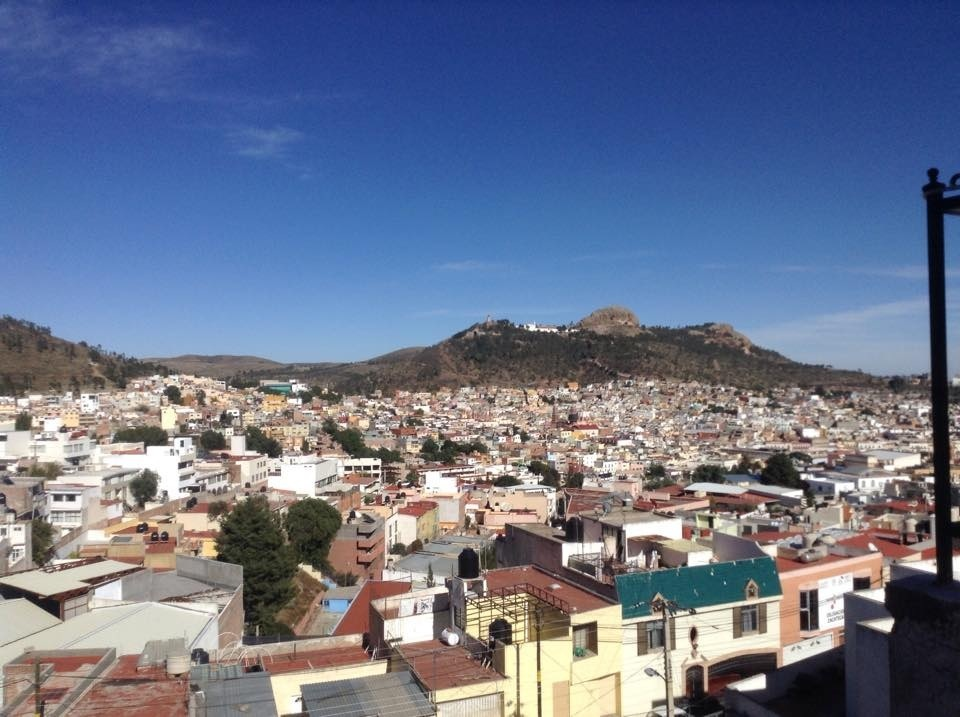
Zacatecas bufa clear sky

El cerro de la Bufa, ubicado al este del centro histórico de la ciudad de Zacatecas, se alza a una altitud de 2 610 m s. n. m. Esa montaña sirvió de alojo a una varias tribus de los zacatecos, de los cuales se heredó el nombre de la ciudad. Las diversas tribus chichimecas que habitaban en el territorio zacatecano fueron los caxcanes, guachichiles, guamares irritilas, huicholes, tecuexes, teules, tepehuanes, coras y zacatecas. Esta última tribu fue una de las más importantes y de ella derivó el nombre de la capital y del estado. Los caxcanes ocuparon gran parte de lo que hoy es Jalisco y Zacatecas. La Bufa es un lugar turístico es donde dominaron en la toma de Zacatecas.

## Historia

### La Bufa en la historia de México

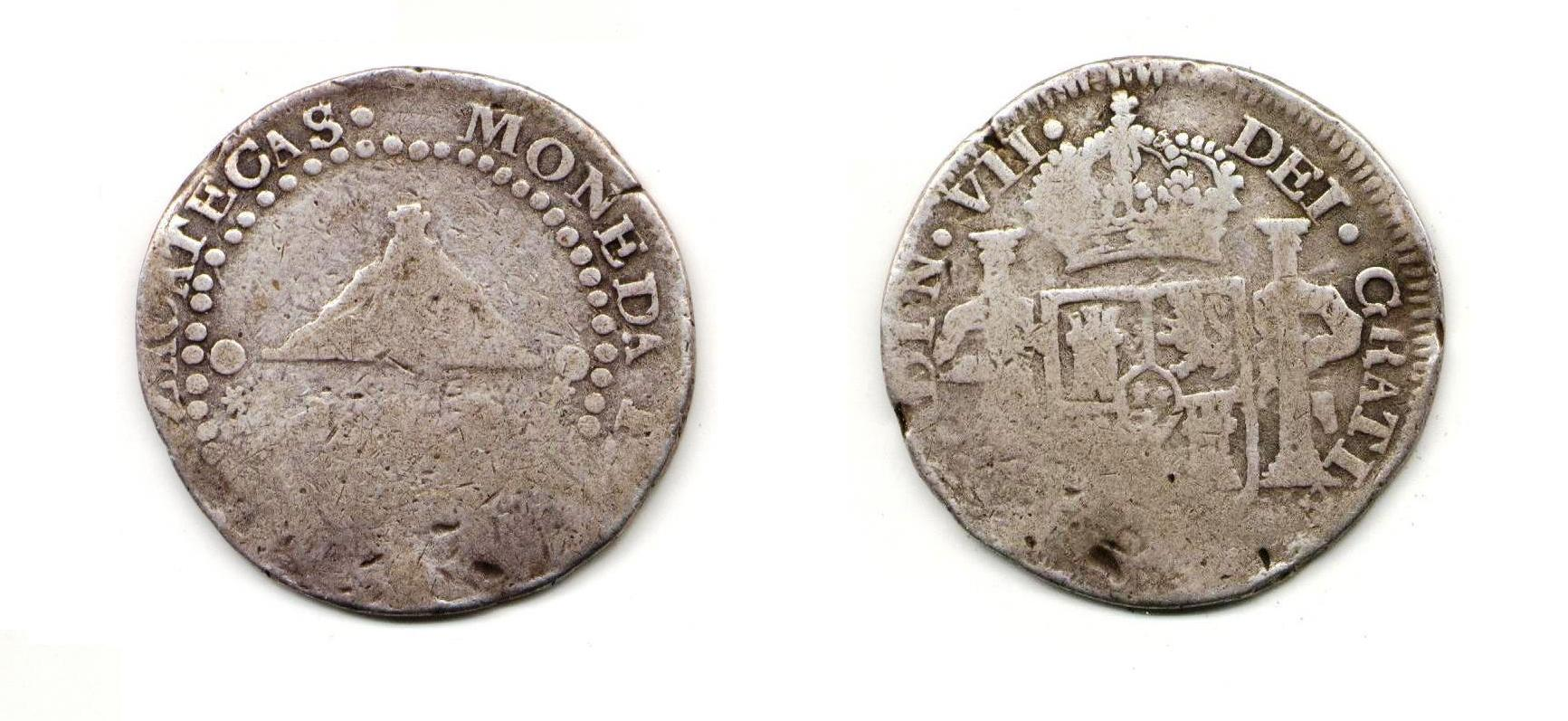
Moneda de 2 reales acuñada en Zacatecas en 1811. El anverso es alusivo al cerro de la Bufa.

Ahí llegó el primer explorador español, y también llegaron los cuatro principales fundadores de esa ciudad minera: Juan de Tolosa, Cristóbal de Oñate, Diego de Ibarra y Baltazar Temiño de Bañuelos.
A la llegada de los españoles, ellos en búsqueda de metales preciosos, entraron por una vereda montañosa que desembocaba en una olla, pero de pronto, apareció frente a ellos una gran montaña a la que le fue llamada por Juan de Tolosa Cerro de la Bufa.
En el año de 1588 el cerro de la Bufa tuvo tanta importancia que fue incluido en el Escudo de Armas de la ciudad, para lo cual fue apoyado por Felipe II.
También el cerro fue testigo de la llegada de Miguel Hidalgo y Costilla en épocas del movimiento de Independencia.
El 23 de junio de 1914 ese lugar fue escenario de la Toma de Zacatecas (1914), donde las tropas revolucionarias del general Francisco Villa derrotaron al ejército huertista, definiendo el destino que tendría la nación.

### Historia de las construcciones en La Bufa
En el año de 1548 fue construida en la cima del cerro, una ermita dedicada a la Natividad de Nuestra Señora, la cual a través de los años y después de varias modificaciones se le llamó Santuario de la Virgen del Patrocinio, que es la patrona de los habitantes de la ciudad.
El 14 de febrero de 1862, fue creada la Casa de la Caridad para dar asilo a los hijos de los mineros que morían a consecuencia de los accidentes que ocurrirían en las minas. Donde había una imprenta y varios talleres, así como una fábrica de tejidos.
En 1906 se construyó un observatorio meteorológico, el cual contaba con los más avanzados instrumentos meteorológicos en esa época.
En 1966 se desarrolló una remodelación integral en el cerro. Fue construida la arquería del mirador, el atrio del Santuario de la Virgen del Patrocinio, así como diversos locales para el comercio. También fue trasladado el Mausoleo de los Hombres Ilustres, que se encontraba ubicado en el Panteón de la Purísima, y fue colocado al pie del Crestón de la Bufa.
En el año de 1978 se hicieron nuevos trabajos para darle más renombre al paseo de La Bufa. Se adecuó e iluminó el camino que lleva al cerro, así como se deforestaron árboles.
En el año de 1979 se empezó la construcción del Teleférico.
En el año de 1984 se abrieron las puertas del Museo de La Toma de Zacatecas, donde se exhiben diversos testimonios que datan de la batalla llevada ahí.
En 1989 se inauguró la Plaza de la Revolución que se localiza frente al atrio del Santuario, donde se colocaron las estatuas de los tres principales responsables de la victoria de las fuerzas revolucionarias: Francisco Villa, Felipe Ángeles y Pánfilo Natera.

## Patrimonio Cultural de la Humanidad
En julio de 2025, el Cerro de la Bufa fue inscrito en la Lista del Patrimonio Mundial de la UNESCO como parte del sitio denominado “Ruta Wixárika por los Sitios Sagrados hasta Wirikuta”, bajo el nombre "Tatei Nihuetúcame", nombre ceremonial que significa “Nuestra madre que nos sostiene en sus brazos”.
Esta designación reconoce al cerro no solo como un referente paisajístico y turístico de la ciudad de Zacatecas, sino también como un sitio sagrado para el pueblo Wixárika (huichol). Dentro de este espacio se encuentran diversas formaciones rocosas, manantiales y lugares de culto donde se llevan a cabo ofrendas y rituales tradicionales, especialmente por parte de los jicareros (portadores de jícaras rituales). Entre los sitios sagrados dentro del Cerro de la Bufa asociados a este sitio se incluyen Tanana Jaya (Aguas de la Virgen), Tatei Huaxahuimari (Nuestra madre del maíz joven) y Yurameca, una serpiente femenina sagrada que representa la vida y el crecimiento.
El reconocimiento internacional de Tatei Nihuetúcame como Patrimonio Mundial es especialmente significativo, ya que convierte a la ciudad de Zacatecas en una de las pocas en el mundo que cuenta con tres o más declaratorias distintas de la UNESCO: el Centro Histórico de Zacatecas (inscrito en 1993 como Patrimonio Mundial), ser parte del sitio serial del Camino Real de Tierra Adentro, inscrito en 2010) y ahora el Cerro de la Bufa como parte del patrimonio cultural y sagrado de los pueblos indígenas.

## Turismo

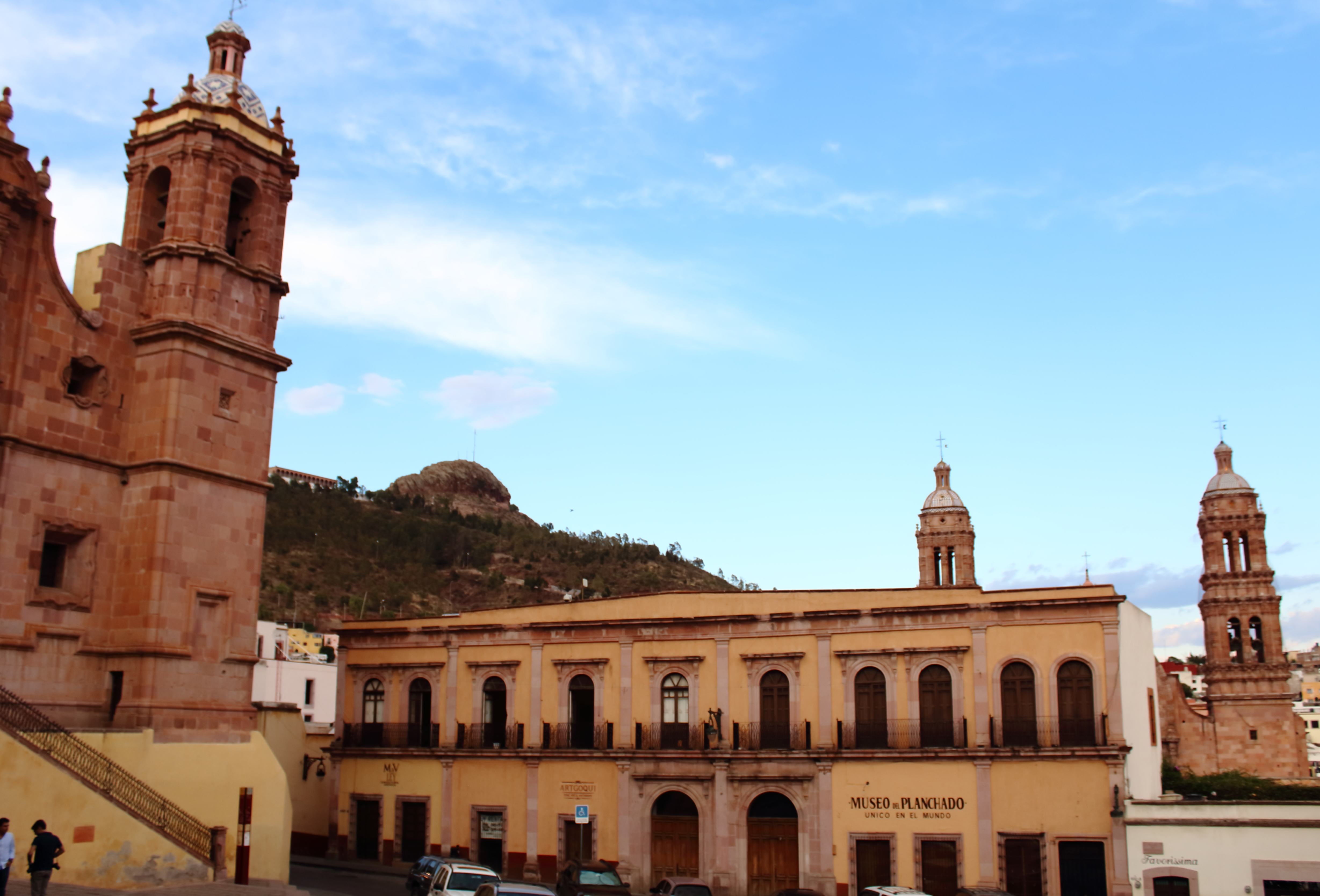
Vista de la Parroquia de Santo Domingo en Zacatecas, parte de la Catedral y el Cerro de la Bufa.

El Cerro de la Bufa es día a día visitado por miles de turistas que contemplan su belleza. Es un lugar ideal para admirar la historia de Zacatecas y todo a su alrededor.
En la cima del cerro se pueden recorrer varios lugares de interés donde hay que destacar los siguientes: 

### Santuario de la Virgen del Patrocinio
La primera ermita dedicada a la Virgen María construida en enero de 1548 en señal de agradecimiento. En 1656 se le nombró como la Virgen del Patrocinio del pueblo de Zacatecas. Debido al tiempo y al descuido la ermita cayó, por lo que se levantó una nueva capilla que se terminó de construir en 1728, y en el mes de noviembre se le colocó la imagen que aún es venerada por los fieles. 

### Teleférico

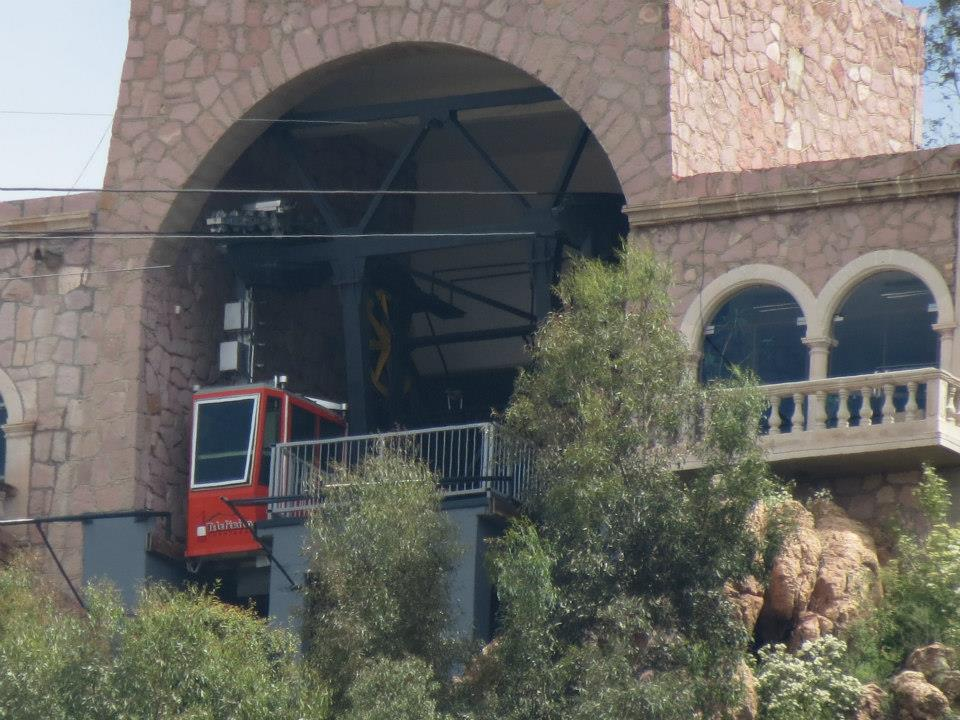
estaciones cerro de la Bufa.

Este paseo turístico por teleférico opera desde 1979 siendo el primero que se instalaba en el país y el primero del mundo en cruzar una ciudad de lado a lado, es una de las atracciones más visitadas de toda la ciudad. Tiene un trayecto de 650 metros que cruza la ciudad en 7 minutos, pudiendo apreciar los grandes panoramas de la ciudad. Cuenta con dos estaciones para operar los teleféricos, una ubicada en la parte baja del Cerro del Grillo y la otra al noreste del Cerro de la Bufa. La tecnología y normas de seguridad tienen procedencia de Suiza.
En el año 2016 fue sometido a una remodelación total siendo reinaugurado en mayo del 2018 con tecnología y procedencia francesa, actualmente cuenta con 6 cabinas con capacidad de 8 personas y una más con piso de cristal para 5 personas dando un total de 7 cabinas, anteriormente solo eran 2 cabinas con capacidad de 12 personas cada una y es uno de los teleféricos con las mejores vistas panorámicas del mundo.

### Mausoleo de los Hombres Ilustres
El mausoleo se encuentra ubicado en la falda del crestón del cerro, en el cual están los restos de los más destacados personajes zacatecanos. Entre los cuales se pueden mencionar:
- Genaro Codina (1852-1901): fue un músico, compositor destacado y es el autor de la Marcha de Zacatecas.
- Fernando Villalpando Ávila (1844-1902): fue músico y compositor zacatecano.
- Alfonso Medina Castañeda (1891-1934): Gobernador del Estado de Zacatecas, revolucionario y gran líder agrarista.
- Úrsulo García Arizmendi (1882-1937): fue un educador y luchador social por la causa obrera y campesina.
- Francisco Aguilar y Urízar (1867-1948): fue un pianista, compositor y maestro emérito de la UAZ.
- Jesús Aréchiga Mojarro (1843-1913): Gobernador de Zacatecas, a quien inicialmente le fue dedicada la marcha de Zacatecas y que se llamó la Marcha de Don Jesús Aréchiga.
- Entre otros.

### Museo de la toma de Zacatecas

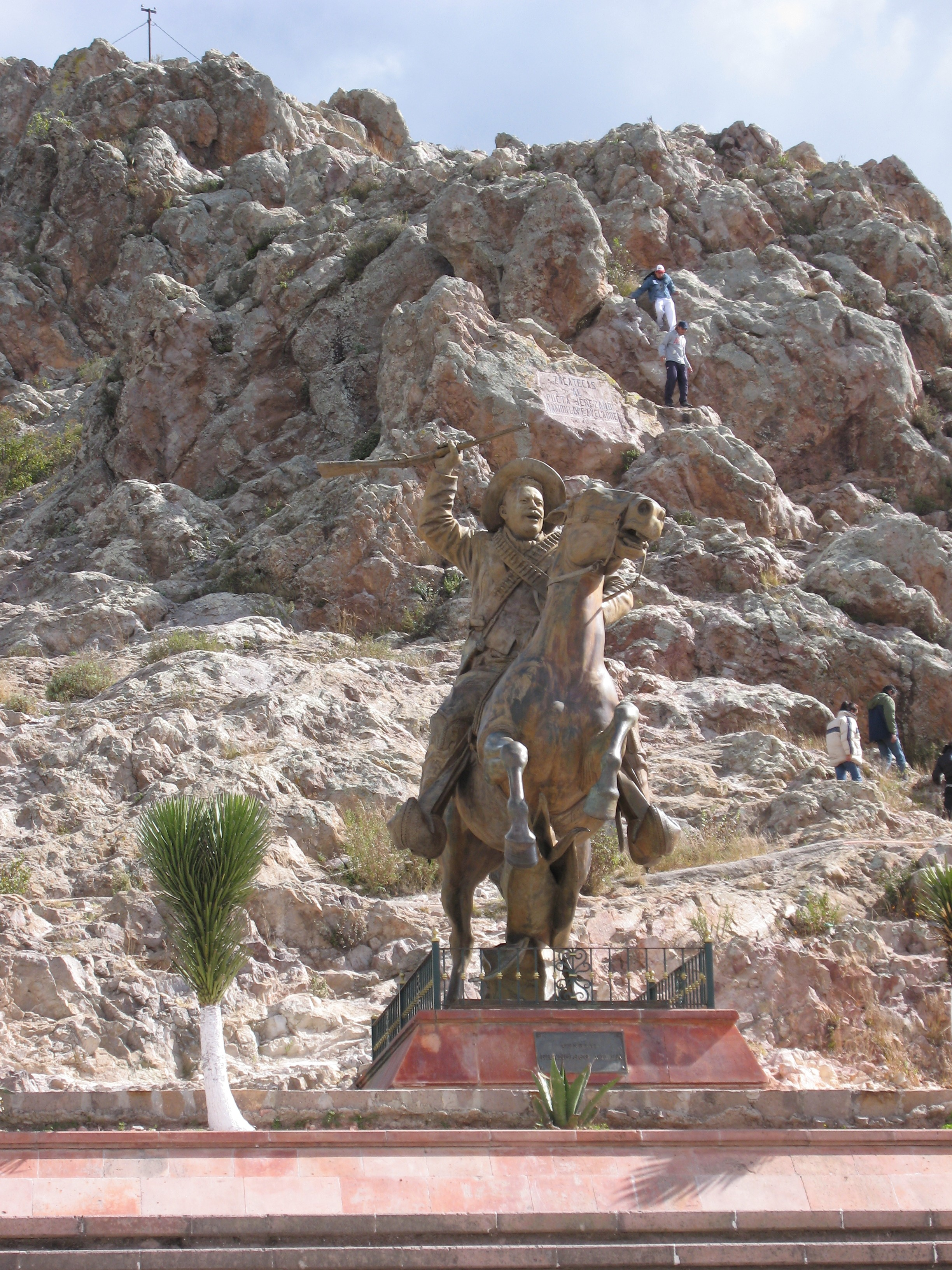
Monumento a Pancho Villa en el cerro de la Bufa

El museo fue abierto en el cerro en el año de 1984 para conmemorar el 70 aniversario de la batalla ocurrida en ese lugar en 1914, conocida como la Toma de Zacatecas. En el museo se exhiben ropas y armas que fueron utilizadas en la batalla, y existe una maqueta de la zona donde se llevó a cabo. Hay copias de varios periódicos y fotografías de la época, artillería y documentos que atestiguaron la revolución, entre otras cosas más. En 2014 fue sometido a remodelación dentro de los festejos del centenario de la toma de Zacatecas

### Observatorio Meteorológico de Zacatecas

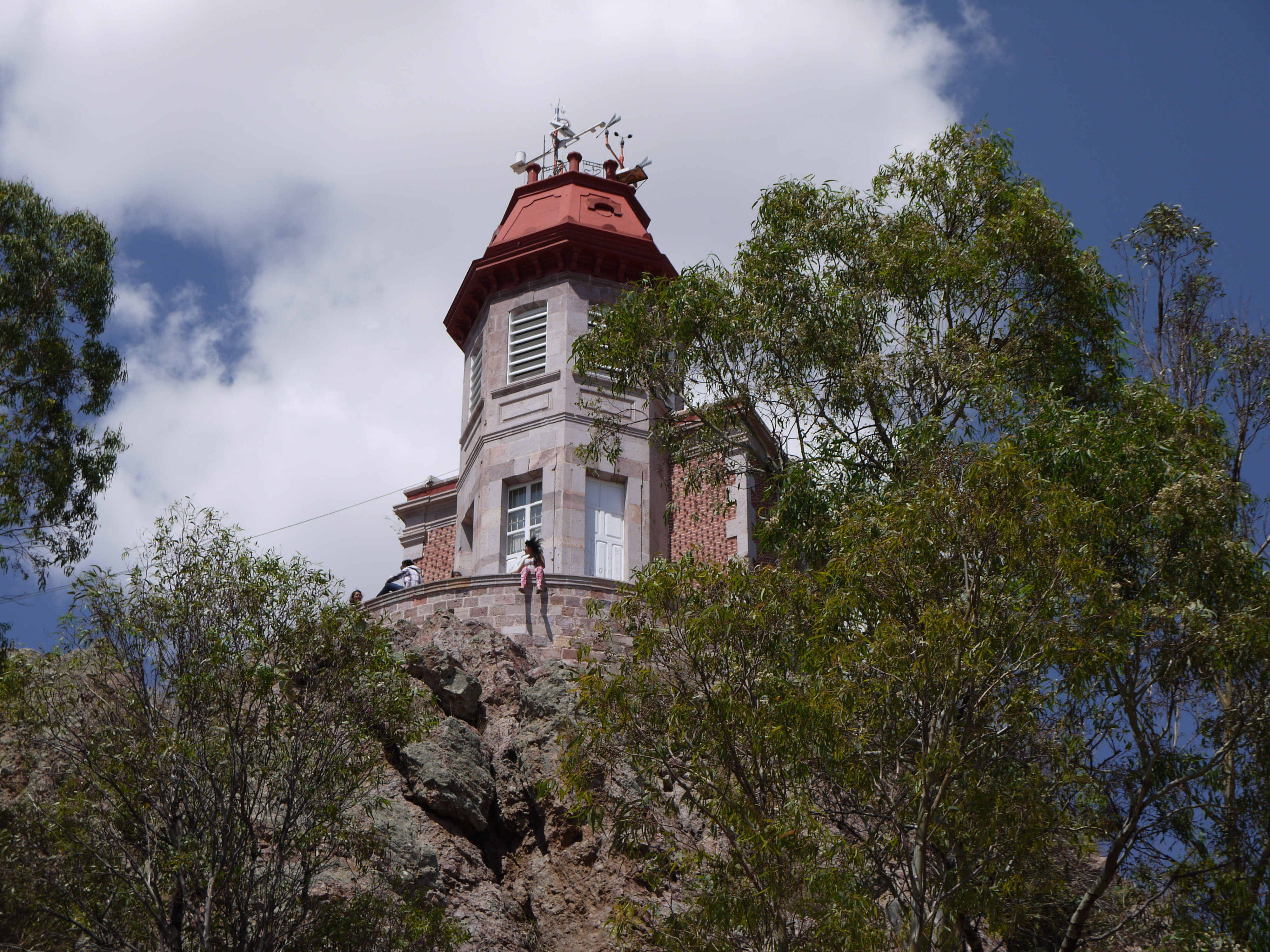
Observatorio Meteorológico de Zacatecas.

Está ubicado en la cima del Cerro, en una parte que el clima permite una adecuada observación. Su primera observación del clima se registró en el mes de enero de 1876, pero su inauguración fue tres épocas después. Cabe mencionar que Zacatecas es uno de los mejores estados del país en cuestión de meteorología, de acuerdo a lo dicho por la Comisión Nacional del Agua (Conagua).

### Plaza de la Revolución

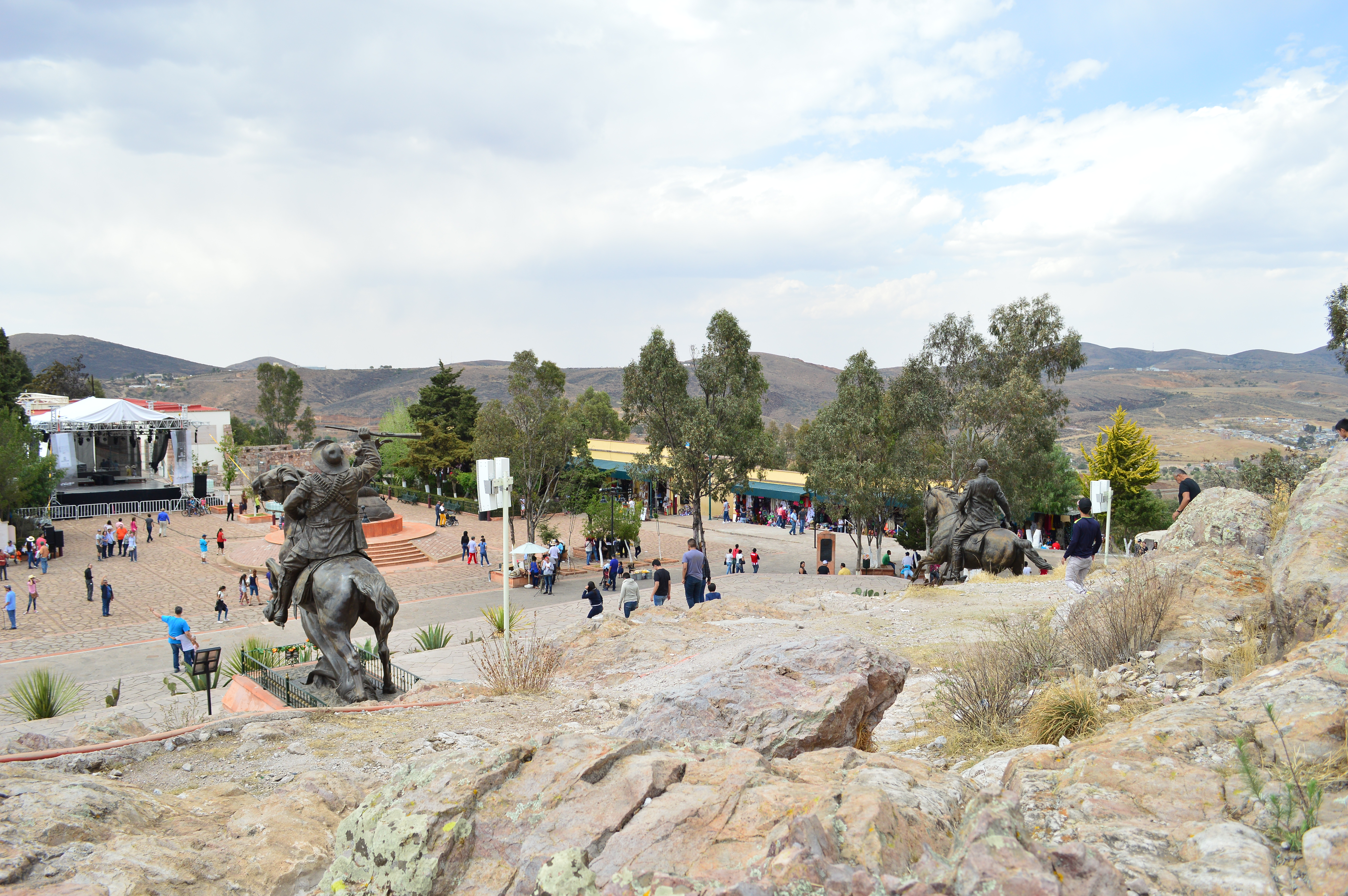
plaza de la Revolución Mexicana.

La plaza de la Revolución Mexicana, se encuentra en la cima de cerro, con un espacio abierto dedicado a los generales que lucharon en la Revolución mexicana, a los cuales se les rinde homenaje con enormes esculturas de bronce de los generales Francisco Villa, Felipe Ángeles y Pánfilo Natera. Hoy en día, se cuenta con una nueva obra en honor a las mujeres y hombres caídos en la lucha de la toma de Zacatecas, esta obra se puede observar frente a los monumentos de Villa, Ángeles y Natera.

### Área Comercial

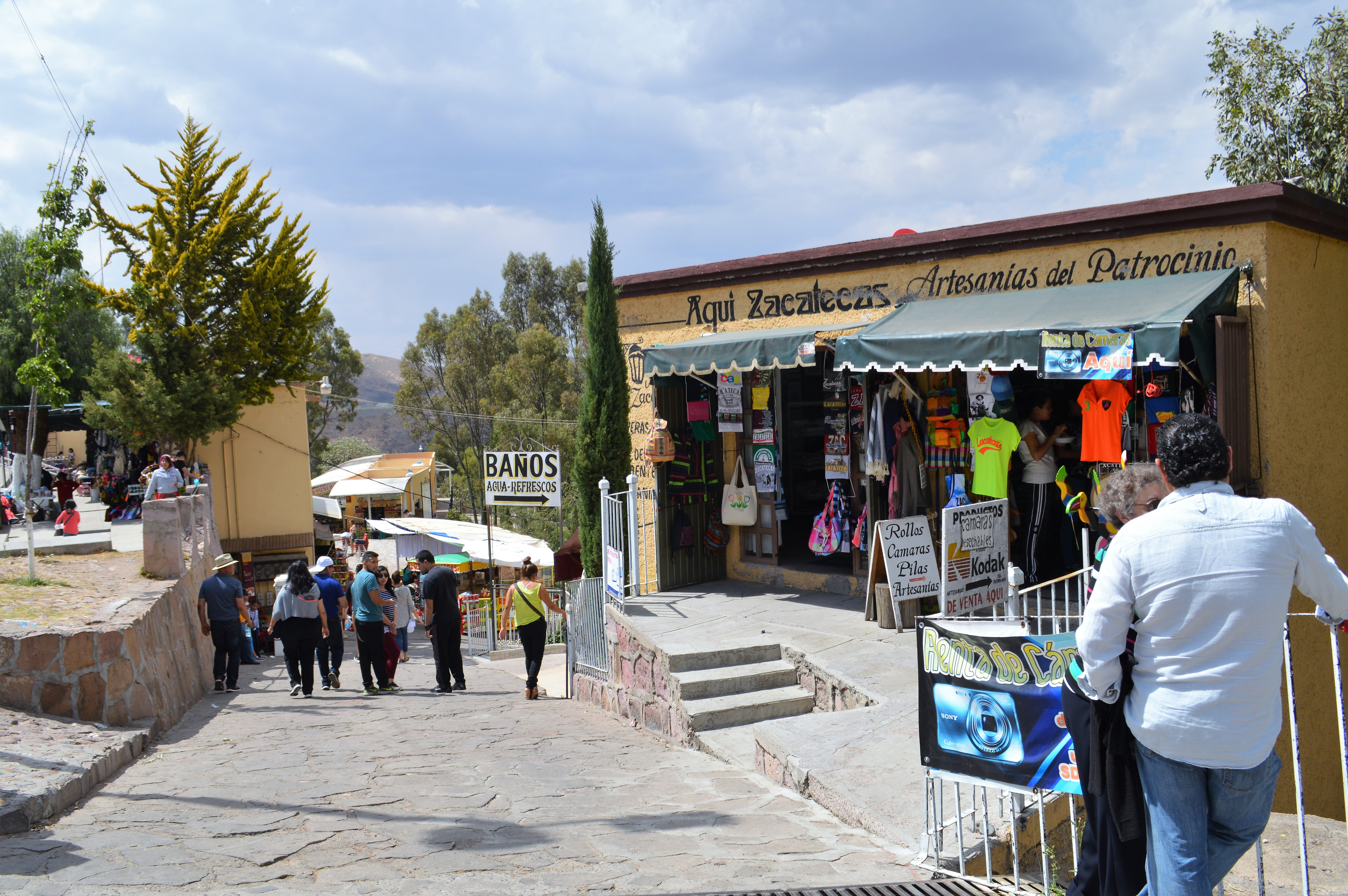
Locales.

Zona comercial donde los productores locales ofrecen sus productos y artesanías al público en general, a precios asequibles.

## Leyendas

### Leyenda del Palacio de Oro
Existe una leyenda que dice que en el interior del cerro existe una escalinata de mármol muy larga, y que lleva hacia un palacio enorme y de gran belleza, cuyo piso está hecho de plata y está cubierto por lozas de un metal precioso, las paredes son de oro, y por todos lados brilla una luz intensa producida por la gran cantidad de piedras preciosas que cuelgan de los techos. Si alguien logra encontrar esa escalinata, llegará al palacio.

### Leyenda de la Princesa
- Clic aquí para leer la Leyenda